# Lyneborgia
Lyneborgia är ett släkte av tvåvingar. Lyneborgia ingår i familjen stilettflugor.
Kladogram enligt Catalogue of Life:
| Lyneborgia | \| \| Lyneborgia ammodyta \| \| \| \| \| \| Lyneborgia stenoptera \| \| \| \| |
|            | \| \| Lyneborgia ammodyta \| \| \| \| \| \| Lyneborgia stenoptera \| \| \| \| |
|            | Lyneborgia ammodyta                                                           |
|            |                                                                               |
|            | Lyneborgia stenoptera                                                         |
|            |                                                                               |